# Premios Don Segundo Sombra
Los Premios Don Segundo Sombra fueron unos galardones encargados de reconocer lo peor de la televisión argentina, como parodia a los Premios Martín Fierro. Se entregaron desde el año 1998, año en el que se eligió a lo peor del 1997, hasta el año 2008.
La organización estuvo a cargo del sitio web Periodismo.com, quien elegía y publicaba los candidatos en su página. Una vez publicados, los visitantes podían votar en las distintas categorías.

## Ediciones

### 1997[15]
Durante dos meses de 1998, más de 2.500 personas votaron para estos premios a través de Internet.
| Peor actor protagónico  | Osvaldo Laport - 90-60-90 (46.89%) Germán Krauss - Mi familia es un dibujo (39.86%) Carlos Calvo - R.R.D.T. (16.44%)               |
| Peor Actriz protagónica | Romina Yan - Chiquititas (67.07%) Andrea Campbell - Paloma (24.33%) Catherine Fulop - Archivo Negro (8.58%)                        |
| Peor Conductor          | Pato Galván - Atorrantes (42.90%) Ante Garmaz - El Mundo de Ante Garmaz (41.06%) Luis Yorlano - El pelotazo (16.03%)               |
| Peor Conductora         | Daniela Cardone - Entrega de los Óscar (46.69%) Cecilia Carrizo - Caramelito en barra (42.36%) Dolores Barreiro - El Rayo (10.93%) |
| Bochorno del Año        | La "interactividad" de Fenómeno Real (79.02%) Entrega de los Premios Óscar (15.64%) Entrega de los Premios ACE (5.62%)             |
| Peor Programa           | Mediodía con Mauro (47.42%) Proyecto Casino (45.91%) Mama por Horas (2.39%) Corazón Corazón (2.07%) Muenas Nochex (1.50%)          |

Nota: Los votantes propusieron que a Mauro Viale, conductor de Mediodía con Mauro, se le entregara un premio especial: el premio "Viejo Vizcacha".

### 1998[16]
Durante dos meses de 1999, más de 3000 personas votaron a través de Internet.
| Peor actor protagónico  | Edgar Volcán - Las Chicas de en frente (47%) Nahuel Mutti - Verano del 98 (45%) Juan Palomino - Chica Cósmica (8%)                                          |
| Peor Actriz protagónica | Florencia Raggi - Milady (68%) Catherine Fulop - Archivo Negro (20%) Verónica Varano - Cada día te quiero más (12%)                                         |
| Peor Conductor          | Jorge Pizarro - Mediodía (68%) Lisandro Carret - Feliz Domingo (20%) Pablo Marcovsky - Feliz Domingo (12%)                                                  |
| Peor Conductora         | Moira Gough - Tele Suerte (74%) Vicky Fariña - C.N.L. (18%) Bárbara Durand - Búnker (8%)                                                                    |
| Bochorno del Año        | El "Su llamadogate" (36%) Nico y los inundados (31%) La novela de Los Más Más (16%) Romay en los Premios Martín Fierro (12%) Las preguntas de las 0939 (4%) |
| Peor Programa           | Los Más Más (51%) Tele Suerte (17%) Chica Cósmica (13%) Señora sin señores (10%) La Barra de la Tele (8%)                                                   |

### 1999[19]
| Peor actor protagónico  | Florencia de la V - Margaritas (41%) Adrián Suar - Por el nombre de Dios (41%) Juan Carlos Calabró - Campeones (18%)                                                                                    |
| Peor Actriz protagónica | Karin Cohen - Margaritas (64%) Florencia de la V - Margaritas (22%) Anabel Cherubito - Margaritas (14%)                                                                                                 |
| Peor Conductor          | Roberto Giordano - Desfiles '99 (64%) Baby Etchecopar - El Ángel... (21%) Marley - Teleshow y otros (15%)                                                                                               |
| Peor Conductora         | Jimena Cyrulnik - Versus (58%) Araceli González - Fort Boyard (29%) Catherine Fulop - Metroshow (13%)                                                                                                   |
| Bochorno del Año        | Los "boca de urna" (44%) El juego Gordo al Agua (26%) Ávila en los Martín Fierro (20%) La huida de Falucho (10%)                                                                                        |
| Peor Programa           | Telefe noticias - Telefé (40%) Margaritas - América TV (37%) Salvajes - Azul televisión (7%) Perdidos en el espacio - América TV (7%) Atorrantes '99 - América TV (5%) Libre... mente - América TV (4%) |

### 2000[24]
| Peor actor protagónico    | Iván de Pineda - Calientes (48%) Chopper - Expedición Robinson (32%) Alejandro Lerner - Tiempo Final (15%) NS/NC (5%) |
| Peor Actriz protagónica   | Agustina Cherri - Cabecita (41%) Coraima Torres - Amor latino (22%) Ana Claudia Talancón - Amor Latino (20%) NS/NC (17%) |
| Peor Conductor            | Roberto Giordano - Desfiles 2000 (46%) Tommy Dunster - Versus (37%) Sergio Goycochea - Kilómetro por hora (14%) NS/NC (3%) |
| Peor Conductora           | Beatriz Salomón - Café Fashion (41%) Ginette Reynal - Circomanía (28%) Karina Mazzocco - Entrega de los Oscar (25%) NS/NC (6%) |
| Bochorno del Año          | De la Rúa en Videomatch (31%) Cobertura de la muerte de Rodrigo (19%) Bolocco en lo de Grondona en el aniversario del atentado de la Amia (18%) El auto que se ganó Florencia Raggi (esposa de Repetto) en Sábado bus (18%) El pitufo Enrique (11%) NS/NC (3%) |
| Peor Programa             | Calientes - Canal Trece (22%) Posdata - América TV (21%) Amor Latino - Azul televisión (18%) Circomanía - América TV (17%) Azul Noticias - Azul televisión (13%) NS/NC (9%)                                                                                    |
| Don Segundo Sombra de Oro | ROBERTO GIORDANO - Peor conductor por segundo año consecutivo |

### 2001[27]
| Peor actor protagónico  | Emanuel Ortega - EnAmorArte (66%) Juan José Camero - Reality, Reality (23%) Antonio Birabent - Un mundo de sensaciones (6%) NS/NC (4%) |
| Peor Actriz protagónica | Sofía Gala - Moria Casán (35%) Julieta Prandi - Poné a Francella (33%) Gisela Barreto - Reality, Reality (29%) NS/NC (4%) |
| Peor Conductor          | Roberto Giordano - Desfiles 2001 (61%) Marcelo Corazza - Megatrix (17%) El cerebro de “Solos en la casa” (17%) NS/NC (5%) |
| Peor Conductora         | Soledad Silveyra - Gran Hermano (73%) Andrea Bursten - El Megáfono (12%) Susana Sadej - Búnker (9%) NS/NC (6%) |
| Bochorno del Año        | Repetto tirando dos veces el bolillero para que Bolocco llegara a la final en Sábado Bus (45%) Bolocco ganando muy fácil un auto en Hacete la América (21%) La pelea Moria vs Vadalá en Susana Giménez (11%) La transmisión del casamiento de Vadalá (10%) Que los participantes de Gran Hermano no se enteraran del atentado a las Torres Gemelas (10%) NS/NC (3%) |
| Peor Programa           | Reality, Reality - Azul televisión (62%) Viva la fiesta - América TV (17%) Cancheritos - América TV (9%) El Megáfono - América TV (5%) NS/NC (7%) |

### 2002[31]
| Peor actor protagónico  | Baby Etchecopar - Contrafuego (77%) Benjamín Rojas - Rebelde Way (11%) Felipe Colombo - Rebelde Way (9%) NS/NC (3%) |
| Peor Actriz protagónica | Luisana Lopilato - Rebelde Way (39%) Catherine Fulop - Rebelde Way (30%) Karina Jelinek - Un aplauso para el asador (24%) NS/NC (8%) |
| Peor Conductor          | Baby Etchecopar - Cotidiano (67%) Gastón Trezeguet - Televicio (15%) Santiago del Moro - Agite (14%) NS/NC (5%) |
| Peor Conductora         | Silvina Luna - Yo te avisé (49%) Deborah de Corral - Quiero ser famoso por un día (23%) Agustina Córdova - Música Total (14%) NS/NC (13%) |
| Bochorno del Año        | La cámara oculta a Marcelo Corazza en Intrusos (34%) La pelea de box entre Guido Süller y Jacobo Winograd en Café Fashion (24%) La pelea de Samid contra Mauro Viale (14%) El hijo de Tu Sam hipnotizando a Malena Candelmo (12%) El escrache de los mediáticos a Patricia Palmer (10%) NS/NC (6%) |
| Peor Programa           | Contrafuego - Canal nueve (53%) La Playa - América TV (16%) Confianza ciega II - Canal nueve (9%) Sentí el verano - Telefé (8%) Yo te avisé - Canal nueve (8%) NS/NC (5%) |

### 2003[34]
| Peor actor protagónico  | NS/NC (29%) Daniel Aráoz - Tercer tiempo (27%) Ernesto Weinbaum - No es lo que parece (26%) Sebastián Weinbaum - No es lo que parece (18%) |
| Peor Actriz protagónica | Juana Viale - Costumbres argentinas (61%) Pamela David - La peluquería de los Mateos (19%) Soledad Pastorutti - Rincón de luz (16%) NS/NC (4%) |
| Peor Conductor          | Roberto Giordano - Desfiles de Giordano 2003 (48%) Antonio Laje - Malos & entendidos (37%) Carlos Polimeni - Horizontal Vertical (13%) NS/NC (3%) |
| Peor Conductora         | Julieta Prandi - ArdeTroya (69%) Georgina Barbarossa - Dale Georgina (13%) Miriam Lewin - Puntodoc (12%) NS/NC (6%) |
| Bochorno del Año        | El plagio de Freddy a Mr. Bean en La Peluquería de Los Mateos (34%) Los cambios permanentes de días y horarios de los programas (24%) El enojo de Baby Etchecopar por sus nominaciones a los Don Segundo Sombra (20%) La camisa de Laje en el primer programa de Malos & entendidos (10%) Carmen Barbieri en Pulsaciones (9%) NS/NC (3%) |
| Peor Programa           | Esta noche invito yo - Telefé (39%) Malos & entendidos - Canal nueve (32%) Dale Georgina - América TV (10%) NS/NC (7%) Tercer tiempo - Canal Trece (7%) No es lo que parece - Canal Trece (5%) |

### 2004[35]
| Peor actor protagónico  | Gerardo Romano - Drácula (44%) Luciano Pereyra - Los pensionados (31%) Mauricio Navarro - El Deseo (17%) NS/NC (8%) |
| Peor Actriz protagónica | Juana Viale - Sangre Fría (41%) Natalia Oreiro - El Deseo (31%) Juana Repetto - Frecuencia 04 (20%) NS/NC (8%) |
| Peor Conductor          | Roberto Giordano - Desfiles de Giordano 2004 (59%) Alfredo Casero - Uno contra todos (18%) Fabián Gianola - Mar del Plata Moda Show (13%) NS/NC (10%) |
| Peor Conductora         | Pampita - Domínico (40%) Millie Stegman - Las Millie una (36%) Ariana Decarlos - Kubik (17%) NS/NC (7%) |
| Bochorno del Año        | Los cambios permanentes de días y horarios de los programas (31%) La difusión de la correspondencia privada de Juan Castro (25%) Luisana Lopilato en Pulsaciones (18%) Las vacaciones de Pampita en Domínico (10%) La entrevista de Mauro Viale a Luis Majul en "Edición Extra" (10%) NS/NC (6%) |
| Peor Programa           | ¿No será mucho? - Canal nueve (38%) Los Machos - América TV (19%) Drácula - Canal 7 (15%) Uno contra todos - Canal Trece (11%) Envela - Canal nueve (10%) NS/NC (7%) |

### 2005[37]
| Peor actor protagónico  | Carlos Bilardo - Lo de Bilardo (57%) Felipe Colombo - Doble vida (29%) Rodolfo Ranni - Lo de Bilardo (9%) NS/NC (5%) |
| Peor Actriz protagónica | Juana Viale - Mujeres Asesinas (40%) Moria Casán - Doble vida (36%) Pamela David - Doble vida (21%) NS/NC (3%) |
| Peor Conductor          | Diego Maradona - La noche del 10 (56%) Roberto Giordano - Desfiles de Giordano 2005 (35%) Comisario Sebastián Seggio - Prevenir (8%) NS/NC (2%) |
| Peor Conductora         | NS/NC (29%) María Laura - Estamos como queremos (28%) María Eugenia - Estamos como queremos (22%) María Emilia - Estamos como queremos (21%) |
| Bochorno del Año        | El escupitajo de Tinelli a Larry de Clay (31%) El despido de Stella Maris Lanzani en Intrusos (23%) Los cambios de días y horarios de los programas (23%) Cóppola contando cómo lo violaron en la cárcel (15%) Roviralta en el programa de Susana Giménez (6%) NS/NC (2%) |
| Peor Programa           | Circo criollo - Canal nueve (41%) Lo de Bilardo - América TV (25%) Doble vida - América TV (16%) La Vendetta - América TV (12%) NS/NC (5%) |

### 2006[40]
| Peor actor protagónico  | José María Listorti - Palermo Hollywood Hotel (56%) Alfredo Casero - A todo culorr (21%) Tomás Fonzi - Doble Venganza (19%) NS/NC (4%) |
| Peor Actriz protagónica | Leticia Brédice - A todo culorr (40%) Andrea del Boca - Gladiadores de Pompeya (32%) Araceli González - Amas de casa desesperadas (23%) NS/NC (5%) |
| Peor Conductor          | Roberto Giordano - Desfiles de Giordano 2006 (70%) Claudio Rígoli - Transmisión del Martín Fierro (18%) Diego Alonso - La Liga (9%) NS/NC (4%) |
| Peor Conductora         | Jésica Cirio - Kubik (43%) Victoria Vanucci - Call TV (23%) Carolina Oltra - Drivers (20%) NS/NC (5%) |
| Reality                 | La "renuncia indeclinable" de Sofovich a Bailando por un sueño (30%) Que Iliana Calabró haya ganado Cantando por un sueño (23%) Maradona como jurado de Bailando por un sueño (19%) Las peleas de Nazarena Vélez y Oscar Mediavilla (18%) Las peleas de Laura Fidalgo con Florencia de la V y Sofovich (8%) NS/NC (1%) |
| Bochorno del Año        | Los cambios de días y horas de los programas (48%) Los periodistas deportivos haciéndose los graciosos en el Mundial (17%) La tiranía del rating minuto a minuto (13%) Los homenajes a la muerte del enano Nelson (11%) Las extensiones del Puma Goity en Gladiadores de Pompeya (10%) NS/NC (1%)                      |
| Peor Programa           | Gladiadores de Pompeya - Canal nueve (28%) A todo culorr - Canal Trece (24%) ¿Querés jugar? - Canal Trece (21%) Oye mi canto - América TV (11%) NS/NC (8%) Doble Venganza - Canal nueve (8%) |

### 2007[45]
| Peor actor protagónico  | José María Listorti - Palermo Hollywood Hotel (42%) Mariano Martínez - Son de Fierro (41%) Miguel Ángel Rodríguez - El Capo (14%) NS/NC (3%) |
| Peor Actriz protagónica | Brenda Gandini - Romeo y Julieta (37%) Araceli González - Amas de casa desesperadas (29%) Emilia Attias - Casi ángeles (29%) NS/NC (5%) |
| Peor Conductor          | Roberto Giordano - Desfiles de Giordano 2007 (64%) Antonio Laje - Entrelíneas (19%) Marcelo Bonelli - Arriba argentinos (13%) NS/NC (4%) |
| Peor Conductora         | Nazarena Vélez - A la manera de Sofovich (80%) Cecilia Bonelli - Fuera de foco (9%) Mariana Otero - Fuera de Foco (8%) NS/NC (3%) |
| Reality                 | Los famosos decadentes de GH Famosos (52%) "Poto poto" de Belén Francese (21%) La pelea de Roberto Piazza y Lucho Avilés en "Cantando por un sueño" (12%) Que Tití Fernández haya ganado "Cantando por un sueño" (8%) El reingreso de Claudia Ciardone a la casa de Gran Hermano (4%) NS/NC (2%) |
| Bochorno del Año        | Los cambios de días y horas de los programas (27%) Macri cantando Queen en CQC (22%) El "suicidio" de Silvia Süller (22%) Chachi Telesco eliminada de High School Musical por el video porno (19%) La cámara oculta a Facundo Macarrón (8%) NS/NC (2%)                                           |
| Peor Programa           | Gran Hermano Famosos - Telefé (49%) Palermo Hollywood Hotel - Canal nueve (22%) El diario de Carmen - América TV (11%) El Capo - Telefé (10%) Doble Venganza - Canal nueve (6%) NS/NC (2%) |

## Repercusiones
Los premios, organizados con el tono humorístico heredado de los Razzies, no pasaron desapercibidos ni para el público, que año tras año consiguió aumentar su caudal de votos emitidos, ni para los reconocidos en las categorías.
Entre ellos se encuentran Carlos Bilardo, quién comentó querer recibir su premio como peor conductor por Lo de Bilardo en una ceremonia e insistió a sus seguidores en que lo votasen ya que “No quiero perder ni a la bolita”. Otra amable recepción fue la de Jimena Cyrulnik, reconocida peor conductora por Versus, quién fue felicitada por el premio en el programa de radio en el que trabajaba y declaró que todos sus amigos la habían votado.
 Baby Etchecopar, luego de haber ganado varios premios en 2002, dijo tener “Listo un bate de béisbol para cuando me cruce con estos muchachos”, en referencia a Diego y Esteban Rottman, dueños de Periodismo.com.
Por su parte APTRA, organizador de los Martín Fierro, envió una carta documento al sitio web para intimarlos a dejar de usar un Martín Fierro invertido como representación del reconocimiento. El Concejo Deliberante de San Antonio de Areco repudió el premio por considerar «un acto de inmensa bajeza cultural» el hecho de relacionar a Don Segundo Sombra —el personaje del escritor Ricardo Güiraldes— con lo peor de la tele. Sus pares de Coronda declararon «personas non-gratas» a Esteban y a Diego.